# Juan Conde
Juan Conde (Vejer de la Frontera-Cádiz, 1824) fue un matador de toros español de finales del siglo XVIII. Figura del toreo que estuvo acartelado con Pepe-Hillo (del que fue cuñado), Pedro Romero y Costillares.
Fue el Impulsor junto con los toreros de su época, de las reformas de la lidia que fijaron la nueva forma del arte de torear a pie en el que se impuso el uso del estoque y la muleta, y empleó e introdujo la técnica del volapié en la lidia a pie inventada por Costillares poco antes.

## Biografía
Las referencias escritas que se conservan sobre la trayectoria de Juan Conde indican que el torero estuvo acartelado en el Puerto de Santa María el lunes 15 de mayo de 1775 con la cuadrilla del espada Juan Miguel Rodríguez, se lidiaron toros del Real Convento de Santo Domingo  en Jerez, con divisa blanca y negra, de Francisco Romano con divisa amarilla y de Francisco Refinas procedentes de Sevilla con divisa encarnada.  Los días 4, 7 y 8 de noviembre de 1776 se anunció como novillero, siendo ya matador de toros,  junto a José Romero en el Semanario de Málaga organizado por Pepe-Hillo y Pedro Romero. Otras actuaciones fueron en Sevilla en 1780.
Lidió en la Plaza Mayor de Madrid en 1789 en las corridas reales organizadas con motivo de las celebraciones por la jura de Fernando de Borbón, futuro Fernando VII, hijo de  Carlos IV y de María Luisa de Parma, como príncipe de Asturias. Las corridas reales, descritas en detalle por J. Sánchez de Neira en Gran Diccionario Turomáquico (1789), fueron celebradas los días 18, 21, 24 y 28 del mes de septiembre y para dichos actos se cofeccionaron ordenanzas municipales excepcionales para regular el comportamiento del público, los adornos de los edificios o el precio de los balconcillos, fijado en mil reales el balcón principal de sombra por la tarde y treinta y dos el tendido común. El 21 de septiembre (segunda tarde) el cartel para la lidia a pie estuvo compuesto por Pedro Romero, Joaquín Rodríguez Costillares, José Delgado Pepe-Hillo y Juan Conde, los toros de entre cuatro y seis años fueron traídos de Castilla, Extremadura, La Rioja, Aragón, La Mancha y de Colmenar.
En 1789 en otras funciones reales con motivo de a exaltación al trono de Carlos IV, Juan Conde lidió como primer espada junto Pedro Romero, Costillares, Pepe-Hillo y Francisco García, junto con los picadores Juan y Manuel Jiménez, Rivillitas, Padilla, Diego Molina López, Tinajero y Juan Marchante. Entre los segundos espadas Antonio Romero,  Francisco Herrera, José Romero y Juan José de la Torre y  el rejoneador Juan José Gómez (Málaga) que fue presentado como lidiador por el Marqués de Cogolludo. Los festejos duraron tres días y fueron lidiados ciento veinte toros
Acompañado por los picadores Pedro Ortega (Medina Sidonia) en 1796, Juan José Rueda (Jerez de la Frontera) y por Enrique Guerrero, que formó parte de su cuadrilla entre 1796 y 1797, lidió en diferentes ciudades; a través de los carteles taurinos que pertenecieron a la colección de Aurelio Ramírez se conoce que Juan Conde lidió en diferentes ocasiones en la plaza de toros de Málaga que existió junto un convento, los días 4, 7 y 8 de 1796 junto con el diestro José Romero; en mayo de 1797 y los días 22 y 25 de julio de 1798 en las ferias acartelado con Francisco García Perucho;  en la cuadrilla de Conde actuó el banderillero Ambrosio Recuernco. Conde volvió a lidiar junto a José Romero en Málaga con motivo de las fiestas en el Semanario celebradas en honor del secretario de estado Manuel Godoy creador de la publicación.
Amigo personal de Pepe-Hillo, Francisco de Goya lidió y rejoneó algún novillo haciendo el paseíllo junto el conocido torero y Juan Conde.
Actuó asiduamente en diferentes localidades entre ellas las plazas de Sevilla y Madrid (1800) donde alternó con Pepe-Hillo y Antonio De los Santos como primeros espadas, Cándido y Sentimientos como segundos espadas, los picadores C. S. Bautista, J. M. Rodríguez, J. López, S. Rueda, Puyana, Doblado y M. Giménez y los banderilleros Pocho, Vargas, Manchego Jaramillo, Nona, Rosales y el Cerrajero. Estuvo acartelado en Madrid el 11 de mayo de 1801 junto a Pepe-Hillo y José Romero en la corrida de toros en la que el toro Barbudo cogió mortalmente a Pepe-Hillo. Su última actuación fue en Cádiz, en 1817.
Falleció en 1824 en Cádiz.